# Алекс (Дром)
Алекс (фр. Allex) насеље је и општина у источној Француској у региону Рона-Алпи, у департману Дром која припада префектури Ди.
По подацима из 2011. године у општини је живело 2.485 становника, а густина насељености је износила 123,2 становника/km². Општина се простире на површини од 20,17 km². Налази се на средњој надморској висини од 145 метара (максималној 220 m, а минималној 124 m).

## Демографија
| 1962. | 1968. | 1975. | 1982. | 1990. | 1999. | 2011. |
| ----- | ----- | ----- | ----- | ----- | ----- | ----- |
| 1.208 | 1.219 | 1.179 | 1.487 | 1.704 | 2.009 | 2.485 |

График промене броја становника у току последњих година